# هادرون سازی
هادرون سازی (یا هادرونی شدن)(به انگلیسی: Hadronization) فرایند تشکیل هادرون‌ها از کوارک‌ها و گلوئون‌ها است. دو شاخه اصلی هادرون سازی وجود دارد: تبدیل پلاسمای کوارک-گلئون (QGP) و فروپاشی رشته رنگ به هادرون. تبدیل پلاسمای کوارک - گلوئون به هادرون در شبیه‌سازی‌های عددی QCD شبکه‌ای، که در آزمایش‌های یون سنگین نسبیتی بررسی می‌شوند، مورد مطالعه قرار می‌گیرد. هادرونیزاسیون پلاسمای کوارک-گلوئون اندکی پس از انفجار بزرگ زمانی که پلاسمای کوارک-گلوئون تا دمای هاگدورن (حدود ۱۵۰ سال) سرد شد رخ داد. MeV) زمانی که کوارک‌ها و گلوئون‌های آزاد نمی‌توانند وجود داشته باشند. در شکستن ریسمان، هادرون‌های جدیدی از کوارک‌ها، آنتی‌کوارک‌ها و گاهی گلوئون‌ها تشکیل می‌شوند که خود به خود از خلاء ایجاد می‌شوند.

## هادرونیزاسیون آماری
یک توصیف بسیار موفق از هادرونیزاسیون QGP بر اساس وزن بندی فضای فاز آماری بر اساس مدل فرمی-پومرانچوک تولید ذرات است. این رویکرد، از سال ۱۹۵۰، در ابتدا به عنوان یک توصیف کیفی از تولید ذرات با تعامل قوی توسعه یافت. در اصل قرار نبود توصیف دقیقی باشد، بلکه یک تخمین فضای فازی از حد بالایی برای تولید ذرات بود. در سالهای بعد رزونانس‌های هادرونیک متعددی کشف شد. رولف هاگدورن مدل راه‌اندازی آماری (SBM) را فرض کرد که امکان توصیف برهم‌کنش‌های هادرونیک را از نظر وزن‌های رزونانس آماری و طیف جرمی تشدید می‌دهد. این مدل کیفی فرمی-پومرانچوک را به یک مدل آماری دقیق آماری برای تولید ذرات تبدیل کرد. با این حال، این ویژگی برهمکنش‌های هادرونیک چالشی را برای مدل آماری هادرون‌سازی ایجاد می‌کند، زیرا بازده ذرات به حالت‌های تشدید هادرون جرم بالا ناشناس حساس است. مدل آماری هادرونیزاسیون برای اولین بار در سال ۱۹۹۱ برای برخوردهای یون سنگین نسبیتی به کار گرفته شد که منجر به شناسایی اولین علامت ضد باریونی عجیب پلاسمای کوارک-گلئون کشف شده در سرن شد.

## مطالعات پدیدارشناسی مدل ریسمان و تکه‌تکه شدن
QCD (کرومودینامیک کوانتومی) فرایند هادرونیزاسیون هنوز به‌طور کامل درک نشده‌است، اما در تعدادی از مطالعات پدیدارشناسی، از جمله مدل رشته لوند و در طرح‌های تقریب QCD دوربرد مختلف، مدل‌سازی و پارامتر شده‌است.
مخروط محکم ذراتی که در اثر هادرونی شدن یک کوارک ایجاد می‌شود، جت نامیده می‌شود. در آشکارسازهای ذرات، جت‌ها به جای کوارک‌ها مشاهده می‌شوند که باید وجود آنها را استنباط کرد. مدل‌ها و طرح‌های تقریب و پیش‌بینی‌شده هارونی شدن جت، یا تکه‌تکه‌شدن آن‌ها، به‌طور گسترده با اندازه‌گیری در تعدادی از آزمایش‌های فیزیک ذرات با انرژی بالا مقایسه شده‌اند، به عنوان مثال. تاسو، اوپال و H1.
هادرونیزاسیون را می‌توان با استفاده از شبیه سازی مونت کارلو کشف کرد. پس از پایان بارش ذرات، پارتون‌هایی با مجازی‌ها (که ذرات مجازی تا چه حد از پوسته دور هستند) به ترتیب مقیاس برش باقی می‌مانند. از این نقطه به بعد، پارتون در رژیم انتقال حرکت کم، از راه دور است که در آن اثرات غیر اخلال مهم می‌شود. غالب‌ترین این اثرات هادرون سازی است که پارتون‌ها را به هادرون‌های قابل مشاهده تبدیل می‌کند. تئوری دقیقی برای هادرون سازی شناخته نشده‌است اما دو مدل موفق برای پارامتر سازی وجود دارد.
این مدل‌ها در مولدهای رویداد استفاده می‌شوند که رویدادهای فیزیک ذرات را شبیه‌سازی می‌کنند. مقیاسی که در آن پارتون‌ها به هادرونیزاسیون داده می‌شود توسط مؤلفه مونت کارلو دوش مولد رویداد ثابت می‌شود. مدل‌های هادرون‌سازی معمولاً در مقیاسی از پیش تعریف‌شده خود شروع می‌شوند. اگر به درستی در دوش مونت کارلو تنظیم نشود، می‌تواند باعث بروز مشکلات مهمی شود. انتخاب‌های رایج دوش مونت کارلو PYTHIA و HERWIG هستند. هر کدام از اینها با یکی از دو مدل پارامتر سازی مطابقت دارد.

## کوارک بالایی هادرونیزه نمی‌شود
با این حال، کوارک بالایی از طریق نیروی ضعیف با طول عمر متوسط ۵× 10-25 ثانیه تجزیه می‌شود. برخلاف تمام برهمکنش‌های ضعیف دیگر که معمولاً بسیار کندتر از برهم‌کنش‌های قوی هستند، واپاشی ضعیف کوارک بالایی به‌طور منحصربه‌فردی کوتاه‌تر از مقیاس زمانی است که در آن نیروی قوی QCD عمل می‌کند، بنابراین یک کوارک بالا قبل از اینکه بتواند هادرونی شود، فروپاشی می‌کند. بنابراین کوارک بالایی تقریباً یک ذره آزاد است.